# Les Tsiganes montent au ciel
Pour plus de détails, voir Fiche technique et Distribution.
Les Tsiganes montent au ciel (Şatra en roumain, Табор уходит в небо en russe) est un film soviétique réalisé par Emil Loteanu en 1976, d'après Maxime Gorki.

## Synopsis
L'action se passe en Ruthénie subcarpathique au XIXe siècle : pendant que les soldats austro-hongrois passent joyeusement la soirée au quartier, les Tziganes Loïko Sobar et trois comparses s'emparent de leurs chevaux pour les vendre à un maquignon qui leur verse un acompte et promet de verser le solde à Pâques.
En chemin, ils sont interceptés par un peloton de gendarmerie qui essaie de les capturer, fait feu, tue les trois compagnons de Sobar et blesse celui-ci. Sobar s'échappe, mais finit par tomber inanimé dans des broussailles. Quand il revient à lui, une belle jeune fille le soigne avec de la « poussière de Lune » puis disparaît. Guéri, il rejoint sa famille où il retrouve sa sœur et son père, et fait profiter tout le monde de ses largesses. Ensuite il va à Oujgorod où il retrouve Youlichka, à qui il rend visite une fois l'an comme elle dit, mais l'image de la jeune fille tzigane (Rom) à la « poussière de Lune » ne le quitte pas. Pendant ce temps, la jeune fille qui l'a sauvé, Rada, croise dans une rue le comte Antal Szilágyi. Pour lui c'est le coup de foudre, et tout de suite il veut la posséder, lui offre une promenade en calèche et l'emmène au magasin de vêtements.
Sobar rend visite à la famille Ciudra où on lui apprend qu'elle a adopté deux nouveaux membres : Danilo et sa fille. Il reconnaît la belle qui l'a guéri lorsqu'il avait été blessé par une balle des gendarmes. Bien que Buca, délivré des mains des gendarmes alors qu'il volait des poules, le prévienne, par reconnaissance, que Rada est une sorcière, il est sous le charme de la fière jeune femme et promet de lui offrir un magnifique cheval blanc. Il parvient à en voler un.
Sa tête est mise à prix ; la gendarmerie austro-hongroise vient saccager le campement des Roms et menace de tuer tous les chevaux. Menacé de ruine, son père promet de leur montrer où son fils se trouve. En rentrant au campement Sobar découvre le désastre. Alors qu'il se trouve dans une auberge, qu'il a renvoyé ses complices chez le maquignon pour récupérer son argent, son père suivi de gendarmes rentre. Loïko est arrêté.
Ailleurs, le comte Antal Szilágyi poursuit sa « parade nuptiale » devant Rada : cadeaux, argent pour l'acheter à son père. La jeune fille le tourne en ridicule.
À Oujgorod, Sobar va être pendu et il ne sait pas que celui qu'il a envoyé chez le maquignon est tombé dans un piège et a été assassiné. Le salut ne vient pas de Youlichka qui supplie le bourgmestre, mais de son cheval et de son ami. Il réussit à s'enfuir mais dans sa fuite son sauveur est tué et, accablé par le chagrin, Sobar creuse la tombe du malheureux avec ses mains.
Délivré de ses chaînes par Ciudra, il retrouve Rada et ils peuvent tous les deux laisser libre cours à leur passion. Au réveil, la jeune femme a encore disparu. Une vieille femme le dissuade de partir à sa recherche mais lui dit où elle se trouve. Il rejoint la tribu et demande à Danilo l'autorisation d'épouser sa fille...

## Fiche technique
- Titre français : Les Tsiganes montent au ciel
- Titre moldave : Şatra
- Titre russe : Табор уходит в небо
- Réalisation : Emil Loteanu
- Scénario : Emil Loteanu d'après des récits de Maxime Gorki notamment Makar Tchoudra.
- Photographie : Sergueï Vronski (ru)
- Montage : Nadejda Vassilieva
- Son : Mark Bronstein
- Création des décors : Félix Yassioukiévitch
  - Décorateur : S. Kazantsev
- Costume : Mikael Antonyan
- Maquillage : Vsevolod Jelmanov
- Musique : Isidor Bourdine (ru), Eugen Doga, Valeri Zoubkov (ru)
- Société de production : Mosfilm
- Société de distribution : Sovexportfilm
- Pays d'origine :  Union soviétique
- Format : couleurs (Sovcolor) - Son Dolby digital 5.1
- Genre : Drame, Film d'aventures, Film musical, Romance
- Durée : 101 minutes
- Date de sortie :
  - 5 avril 1976 (URSS)
  - 20 octobre 1976 (Festival international du film de Toronto)

## Distribution
- Maria Kapnist : Izergil
- Grigore Grigoriu (VF : Pierre Arditi) : Loïko Sobar
- Svetlana Toma : Rada
- Barasbi Moulaïev (VF : Henri Virlojeux) : Makar Ciudra
- Ion Șcurea (ro) (VF : Claude D'Yd) : comte Antal Szilágyi
- Pavel Andreïtchenko (VF : Georges Atlas) : Talimon
- Sergiu Finiti (ro) : Bouboulia
- Lialia Tchornaïa (VF : Marie Francey) : une vieille tsigane
- Borislav Brondoukov (VF : Jacques Ferrière) : Buca
- Nelly Volchaninova : Roussalina
- Vsevolod Gavrilov (ro) : Danilo
- Mikhaïl Chichkov (VF : Louis Arbessier) : Nour
- Nikolaï Volchaninov : Charalambos
- Vassili Simtchitch (VF : Jacques Deschamps) : le seigneur
- Yélena Sadovskaïa : Youlichka
- Evgueni Alexandrovitch
- Zinaïda Antonova
- Takhir Bobrov
- V. Bogatch
- V. Brajnik
- Nikolaï Jemtchoujni

## Distinctions
- Coquille d'or du 14e Festival de Saint-Sébastien en 1976
- Meilleur film de l'année au Festival international du film de Belgrade en 1977
- Prix de la meilleure interprétation féminine à Svetlana Toma au Festival international du film de Panama en 1977.

## Box-office
- Premier au box-office des entrées 1976 avec 64,9 millions de spectateurs.

## Autour du film
- Le projet de ce film fut refusé aux studios Moldova-Film où Loteanu travaillait. Proposé à Moscou à Léonide Grigorievitch Moursa, directeur du groupement expérimental qui avait pour directeur artistique Grigori Tchoukraï, il fut accepté.
- Le tournage a duré quatre mois.
- Il a été tourné en Ruthénie subcarpathique, dans les bourgs d'Oujgorod près de la frontière tchécoslovaque et de Vinogradovo près de la frontière hongroise, ainsi que dans les rues de Kaunas et Vilnius pour les scènes avec la calèche.
- Emil Loteanu n'a pas été autorisé à se rendre au Festival de Saint-Sébastien ; c'est l'actrice Svetlana Toma qui l'a représenté lors de la cérémonie de remise des prix.
- À côté d'authentiques Roms, des acteurs et des actrices de toute l'URSS ont été recrutés : ainsi Béla Vichnievski d'origine hongroise, Dumitru et Mihail Bouzyliov-Creţu de la région du lac Baïkal, Nikolaï Jemtchoujny de Vladimir, Lialia Tchornaïa, étoile de la troupe Romen à Moscou, des Moldaves...